# Danh sách chi của Noctuidae:O
Noctuidae là một họ bướm đêm lớn gồm rất nhiều chi:
A B C D E F G H I J K L M N O P Q R S T U V W X Y Z
| - Obana - Obarza - Obdora - Obesypena - Obrima - Obroatis - Obtuscampa - Obucola - Ocalaria - Ochrocalama - Ochropleura - Ochrotrigona - Odice - Odontelia - Odontestra - Odontodes - Odontoretha - Oedebasis - Oederastria - Oederemia - Oediblemma - Oedibrya - Oedicodia - Oediconia - Oediplexia - Oenoptera - Ogdoconta - Oglasa | - Oglasodes - Ogoas - Ogovia - Oidemastis - Oligarcha - Oligia - Oligonyx - Olivenebula - Olulis - Olulodes - Olybama - Olyssa - Ombrea - Omia - Ommatochila - Ommatophora - Ommatostola - Ommatostolidea - Omoptera - Omorphina - Omphalagria - Omphalestra - Omphaletis - Omphaloceps - Omphalophana - Omphaloscelis - Oncocnemis - Oncotibialis | - Onevatha - Onychagrotis - Onychestra - Oortiana - Opacographa - Ophideres - Ophisma - Ophiuche - Ophiusa - Ophthalmis - Ophyx - Opigena - Oporophylla - Opotura - Opsigalea - Opsyra - Optocala - Oraesia - Orbifrons - Orbona - Orectis - Oria - Ornitopia - Oroba - Orodesma - Oromena - Oroplexia - Orosagrotis | - Oroscopa - Orotermes - Orrea - Orrhodia - Orrhodiella - Orsa - Ortheaga - Orthia - Orthoclostera - Orthodes - Orthogonia - Orthogramma - Orthogrammica - Ortholeuca - Orthopha - Orthoruza - Orthosia - Orthozancla - Orthozona - Ortopla - Ortospana - Oruza - Oruzodes - Orygmophora - Osericana - Oslaria - Ossonoba - Ostacronycta | - Ostha - Ostheldera - Osthelderichola - Osthopis - Otaces - Othreis - Othresypna - Outaya - Ovios - Owadaglaea - Oxaenanus - Oxicesta - Oxidercia - Oxira - Oxogona - Oxycilla - Oxycnemis - Oxygonitis - Oxylos - Oxyodes - Oxythaphora - Oxythres - Oxytrita - Oxytrypia - Ozana - Ozarba - Ozopteryx |